# Neohelos
Neohelos es un género extinto de marsupial perteneciente a la familia de los diprotodóntidos que vivió entre inicios hasta mediados del Mioceno, siendo descubierto en los depósitos de Bullock Creek en el Territorio del Norte, en el Lago Ngapakaldi en Australia del Sur y en Riversleigh en Queensland. Se conocen varias especies en este género, que pueden ser, de acuerdo con el análisis de Murray et al. (2000 p. 111), una sucesión de especies que conducen al ancestro directo del género Kolopsis.
Neohelos fue un diprotodóntido de gran tamaño, alcanzando hasta 2 metros de longitud.

## Descripción

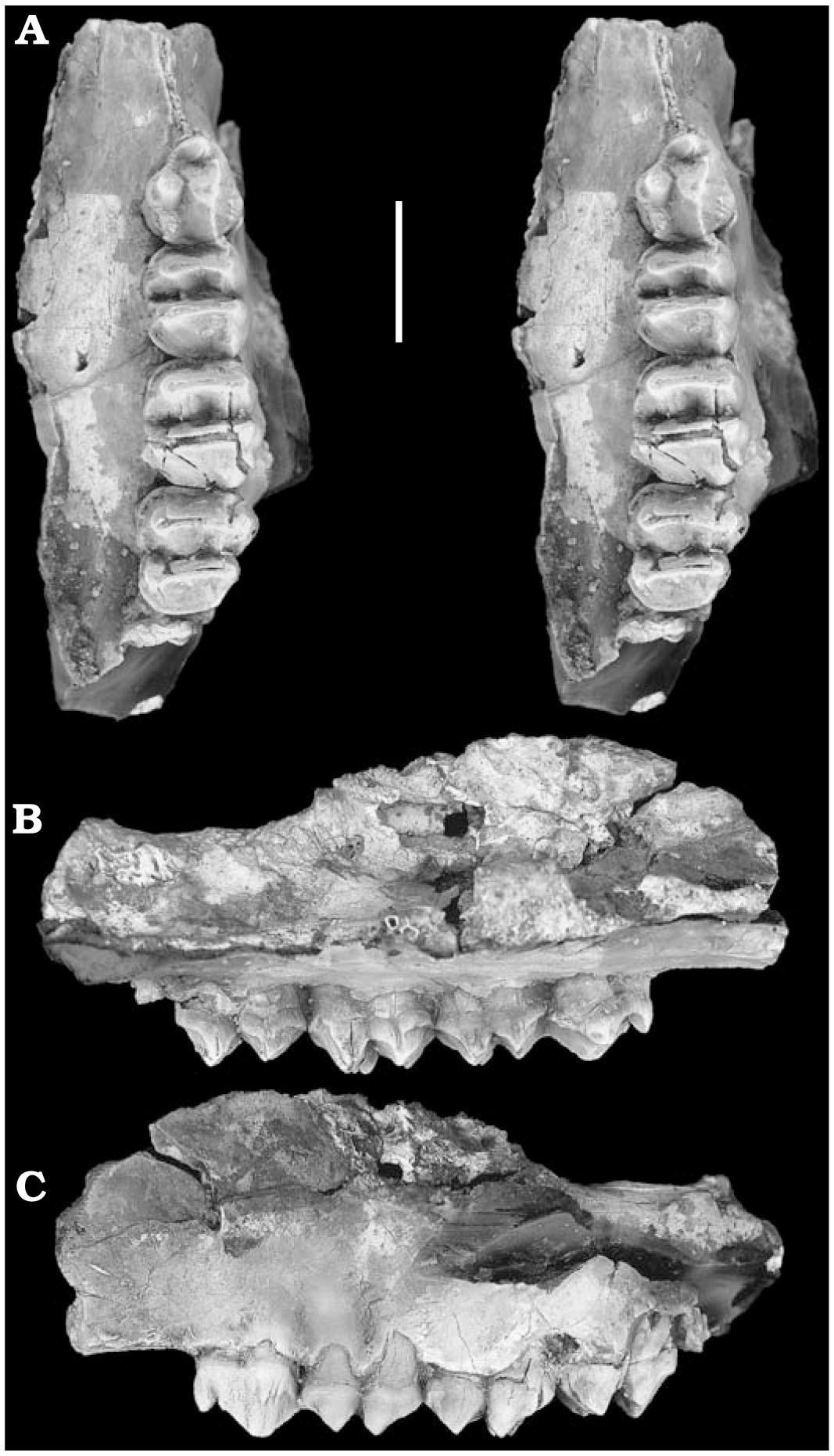
Holotipo de N. solus.

Neohelos es conocido a partir de varios especímenes, todos asignados a las especies ya descritas. N. tirarensis incluye un cráneo parcial, premaxilares, maxilares, dientes y dentarios; N. solus se conoce de un maxilar y un dentario; N. davidridei incluye dientes y un fragmento maxilar; por último, N. stirtoni se conoce de un cráneo casi completo, un maxilar y un dentario.

### Características distintivas
Una revisión de Neohelos encontró una serie de características de todas sus especies que no se hallan en otros diprotodontoideos. Estas se señalan a continuación:
- El tercer premolar superior(P3) tiene cuatro cúspides y un parametacónido alto subcentral, un distintivo parástilo anterior, un protocónido moderadamente desarrollado y un hipocónido moderadamente o apenas desarrollado (en ocasiones ausente);
- Tendencia a desarrollar un mesóstilo en el P3;
- El primer molar superior (M1) posee una cúspide estilar A bien desarrollada, una cúspide estilar E y una postmetacrista;
- El M1 tiene una silueta cuadrada oclusal (excepto en la especie N. solus);
- Un gran contacto interproximal entre el P3 y el M1;
- Un primer incisivo inferior (i1) amplio y lanceolado con un surco ventrobucal y una cresta lingual longitudinal;
- y una fenestra epitimpánica en la cavidad postglenoidea.

## Clasificación
Neohelos incluye a varias especies. Entre estas, N. davidridei es la más derivada evoluticamente. N. davidridei muestra muchos rasgos que también son hallados en Kolopsis, por lo que se considera que es el ancestro de este género. Juntos, Neohelos y Kolopsis conforman la subfamilia Zygomaturinae junto con el mejor conocido Zygomaturus y otros géneros.

## Paleoecología
Neohelos  vivió entre inicios a mediados del Mioceno de Queensland, Australia. Es uno de los pocos géneros de diprotodóntidos que existieron en la zona de Bullock Creek tanto en Riversleigh como en el Territorio del Norte, en la Formación Wipajiri.